# Taylor Spreitler
Taylor Spreitler (Hattiesburg, Misisipi; 23 de octubre de 1993) es una actriz, cantante y modelo estadounidense, más conocida por sus papeles en las series Days of Our Lives y Melissa & Joey.

## Biografía

### Inicios
Inicialmente, fue modelo a tiempo parcial. Consiguió en su primera audición participar en la campaña nacional de Motrin. Fue seguido por spots como los de JIF, Hess y Chuck E. Cheese's. También fue cantante. Cantó ante audiencia mundial durante el espectáculo previo al Liberty Bowl en ESPN.

### Days of our Lives
En enero de 2009, Taylor firmó un contrato de tres años para actuar como Mia McCormick en la telenovela de NBC, Days of Our Lives. Su último episodio fue emitido en junio de 2010 tras haber sido liberada de su contrato.

### Melissa & Joey
Spreitler interpreta a Lennox Scanlon en la serie de ABC Family, Melissa & Joey. La firma del contrato se hizo oficial en mayo de 2010. El personaje de Lennox ha participado en la serie durante cuatro temporadas como personaje regular. En 2015 ABC anuncia que se cancela la serie.

## Vida personal
Spreitler nació en Hattiesburg, Misisipi, paso su infancia en Wiggins, Misisipi, pero más tarde se trasladó junto a su familia a Amory, Misisipi.

## Filmografía
| Año       | Título                             | Personaje                     | Notas                             |
| --------- | ---------------------------------- | ----------------------------- | --------------------------------- |
| 2005-2012 | Law & Order: Special Victims Unit  | Chloe Sellers/Taylor Culphers | 2 episodios                       |
| 2007      | All Souls Day                      | Alice                         | Corto                             |
| 2009–2010 | Days of Our Lives                  | Mia McCormick                 | 139 episodios                     |
| 2010–2015 | Melissa & Joey                     | Lennox Scanlon                | Protagonista                      |
| 2012      | Never Fade Away                    | Angela Curson                 | 4 episodios                       |
| 2012      | Stalked at 17                      | Angela Curson                 | Película para TV                  |
| 2012      | 3 Day Test                         | Lu Taylor                     | Protagonista                      |
| 2013      | Venganza                           | Mckenzie Chase                | Protagonista                      |
| 2014      | Categoría 5: ciclogénesis infernal | Joven Victoria                | Película para TV                  |
| 2015      | Bones                              | Courtney Hodsoll              | Episodio: La mujer en el remolino |
| 2015      | Girl on the Edge                   | Hannah Green                  | Protagonista                      |
| 2015      | Mentes criminales                  | Riley Desario                 | 1 episodio                        |
| 2015      | Casual                             | Mia                           | 6 episodios                       |
| 2016      | Amityville: el despertar           | Marissa                       |                                   |
| 2016–2018 | Kevin puede esperar                | Kendra Gable                  | Protagonista                      |
| 2018      | Leprechaun Returns                 | Lila                          | Película para TV / Protagonista   |
| 2020      | Driven to the Edge                 | Tess                          | Película para TV / Protagonista   |
| 2020–2023 | El joven Sheldon                   | Sam                           | 4 episodios                       |